# کانچیکودیچارو
کانچیکودیچارو (به لاتین: Kanchikudicharu) یک منطقهٔ مسکونی در سری‌لانکا است که در استان شرقی (سری‌لانکا) واقع شده‌است.